# Atentado a la Familia Real Neerlandesa de 2009
El atentado a la Familia Real Neerlandesa ocurrió el 30 de abril de 2009, fiesta nacional de los Países Bajos – Koninginnedag (Día de la Reina), cuando un hombre en la ciudad de Apeldoorn llevó su coche a gran velocidad contra un desfile que incluía a la Reina y otros miembros de la Familia Real.
El conductor se trasladó al público, dejando siete muertos y once heridos. La Familia Real salió ilesa. Se cree que es el primer ataque contra los miembros de la Familia Real en los tiempos modernos.
El conductor, identificado como un hombre de 38 años, neerlandés con el nombre de Karst Tates, murió un día después del incidente, al estrellar su coche, un Suzuki Swift negro, a alta velocidad contra un monumento. Fue originalmente rescatado por el servicio de bomberos y la policía, y llevado al hospital para recibir tratamiento. Fue formalmente detenido en el lugar del accidente.
Después del ataque, todos los actos programados para conmemorar la fiesta nacional fueron cancelados a las 12:15 hora local. Muchos eventos en los Países Bajos también se cancelaron.